# Villechétif
Villechétif är en kommun i departementet Aube i regionen Grand Est (tidigare regionen Champagne-Ardenne) i nordöstra Frankrike. Kommunen ligger  i kantonen Troyes 1er Canton som ligger i arrondissementet Troyes. År 2022 hade Villechétif 945 invånare.

## Befolkningsutveckling
Antalet invånare i kommunen Villechétif
Referens: INSEE